# Oliverio
Oliverio is een historisch merk van motorfietsen.
Dit was een klein Italiaans merk dat van 1929 tot 1932 motorfietsen met 346- en 496 cc Sturmey-Archer-motoren produceerde.